# Kastanj (färg)

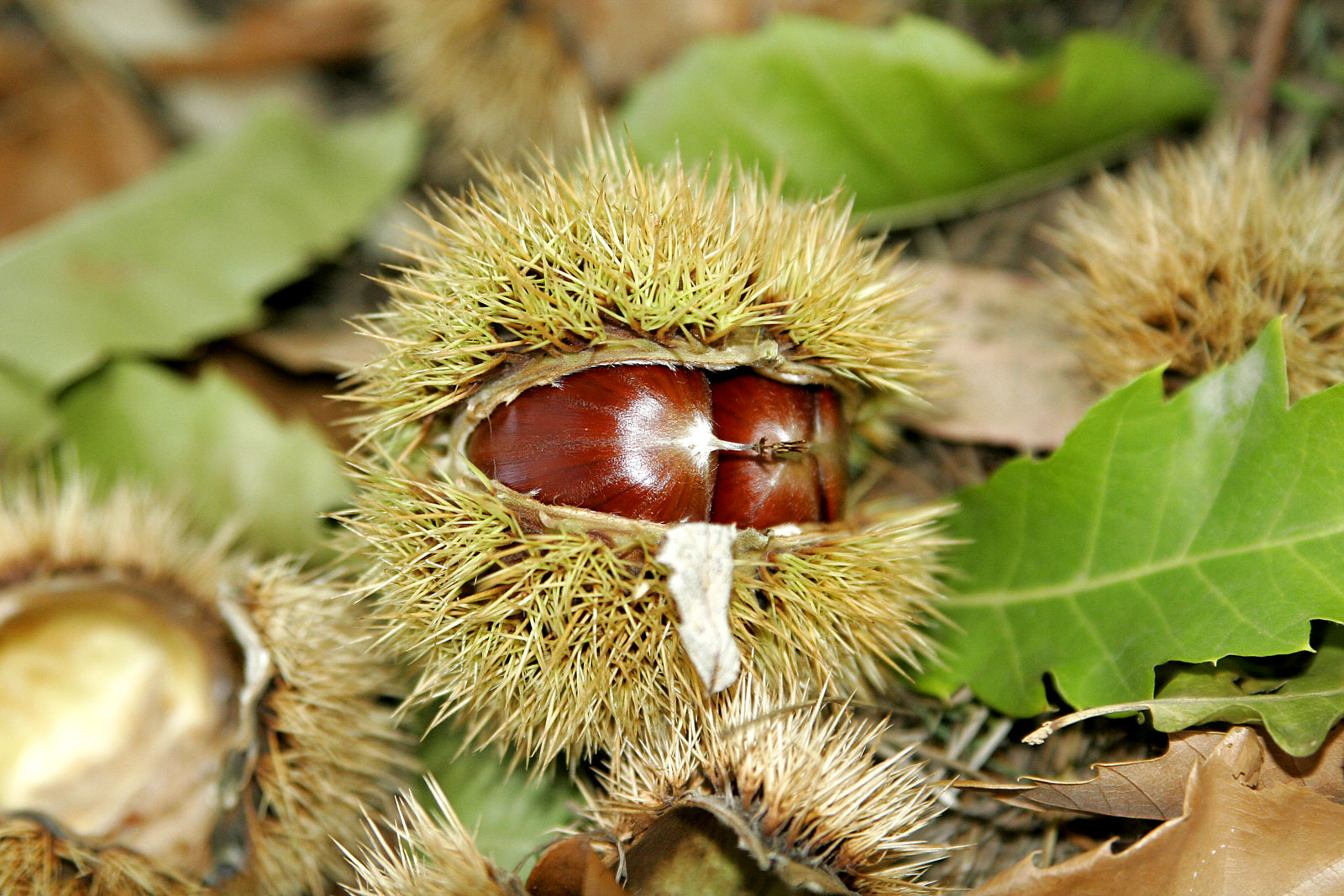
Kastanj

Kastanj som färgnamn syftar på rödbruna färger. Namnet kommer från kastanjeträdets frukt. Ordet används ofta för hårfärg. Någon färg med namnet kastanj finns inte bland de ursprungliga HTML-färgerna eller webbfärgerna (X11). I andra källor ges chestnut (engelska för kastanj) färgkoordinaterna i boxen härintill.